# 青山学院大学スクァレルズ
青山学院大学スクァレルズ（あおやまがくいんだいがくスクァレルズ）は、青山学院大学体育会に所属する男子バスケットボールチームである。1929年創部。関東大学バスケットボール連盟所属。青山キャンパスと相模原キャンパスを練習拠点としている。

## 歴史
1929年の創部当時から専門校リーグに所属。
戦後の1950年からは関東大学新連盟、1966年からは関東大学連盟に所属している。
1983年から選手補強を開始、1998年には全日本学生選手権（インカレ）準優勝に輝く。2000年にはインカレ初優勝を含む三冠を獲得。
2007年にもインカレ優勝、2010年、2011年四冠達成。

## 主な成績
- 全日本大学バスケットボール選手権大会優勝：4回（2000年、2007年、2010年、2011年）
- 関東大学バスケットボールリーグ戦

優勝：7回（2000年、2001年、2005年、2007年、2010年、2011年、2012年）

## 主な卒業生
- 長谷川健志（元監督・バスケットボール男子日本代表前ヘッドコーチ）
- 小嶋裕二三
- 外山英明
- 廣瀬昌也
- 松本克也
- 小宮邦夫
- 山﨑崇史
- 青野文彦
- 佐藤賢次
- 佐藤稔浩
- 田中範昌
- 中西恒彦
- 佐藤託矢
- 竹田謙
- 岡田優介
- 山田哲也
- 鈴木鉄夫
- 正中岳城
- 広瀬健太
- 大屋秀作
- 熊谷宜之
- 荒尾岳
- 小林高晃
- 渡邉裕規
- 橋本竜馬
- 湊谷安玲久司朱
- 辻直人
- 比江島慎
- 野本建吾
- 安藤周人
- 木田貴明
- 前田悟
- 髙橋浩平